# Scopula circumpunctata
Scopula circumpunctata är en fjärilsart som beskrevs av W. Warren 1898. Scopula circumpunctata ingår i släktet Scopula och familjen mätare. Inga underarter finns listade.